# Badhagachhi
Badhagachhi é uma vila no distrito de Hugli, no estado indiano de Bengala Ocidental.

## Demografia
Segundo o censo de 2001, Badhagachhi tinha uma população de 4718 habitantes. Os indivíduos do sexo masculino constituem 51% da população e os do sexo feminino 49%. Badhagachhi tem uma taxa de literacia de 70%, superior à média nacional de 59,5%; com 54% para o sexo masculino e 46% para o sexo feminino. 11% da população está abaixo dos 6 anos de idade.